# إيك يانغ (ملاكم)
إيك يانغ (بالصينية: 杨连慧) مواليد 28 مارس 1985 في داليان، هو ملاكم محترف صيني يصنف ضمن فئة وزن الوسط.

## المسيرة الاحترافية
من نزالاته:
- خسر أمام سيزار كوينكا (18-07-2015).

## إحصائيات
خاض خلال مسيرته 21 نزالا، فاز في 19 ولم يتعادل وخسر في 1. فاز بالضربة القاضية في 14 نزالا.

## روابط خارجية
- إيك يانغ على موقع بوكس ريك (الإنجليزية) (registration required)